# Luke Slater
Luke Simon Arthur Slater (Reading, 12 juni 1968) is een Britse dj en producer van techno. Slater is erg productief en brengt door de jaren heen een grote hoeveelheid platen onder diverse namen uit. Zijn bekendste projecten zijn The 7th Plain, Planetary Assault Systems en L.B. Dub Corp. Slater had zijn grootste commerciële succesperiode van 1997 tot 2002 onder zijn eigen naam. Zijn bekendste platen zijn Love (Loved) (1997), All Exhale (1999) en Body Freefall (2000).

## Vroege jaren
Slater begint zijn muzikale carrière in de late jaren tachtig als medewerker van een platenzaak in Croydon. Samen met collega Alan Sage begint hij daarna zijn eigen platenzaak in Brighton, die Jelly Jam records gaat heten. Deze zaak vormt ook een klein platenlabel. Daarop brengt hij onder de naam Translucent zijn debuutsingle Momentary Vision (1989) uit. Daarna verschijnen er nog enkele singles op het label, waarbij Sage soms assisteert. In 1992 stopt het label en verschijnen singles op andere labels. Op Peacefrog Records verschijnen de drie X-Tront ep's met daarop uiteenlopende stijlen techno. Zijn eerste album verschijnt in 1995 onder de naam Morganistic. Fluids Amniotic laat harde donkere techno horen. Als The 7th Plain laat hij meer een Intelligent Dance Music-geluid horen. Van het project verschijnen twee albums in 1994. In 1996 wordt nog Playing With Fools, maar deze zal nooit verschijnen. Voor Peacefrog start hij ook het Planetary Assault Systems-project, waarvan tussen 1997 en 2001 drie albums zullen verschijnen. In 1996 heeft hij ook een succesje met zijn remix van het nummer Forklift van Joey Beltram.

## Doorbraak naar groter publiek
In 1997 tekent hij bij het grotere label Novamute en breekt hij door naar een groter publiek met het album Freek Funk onder zijn eigen naam, waarop een diverse mix techno te klok slaat. De belangrijkste single is Love (Loved) waarvan een videoclip wordt gemaakt en waarmee hij in de laagste regionen van de Britse hitlijsten terecht komt.  Zijn succes bezorgt hem een remix-opdracht van het nummer The Power of Good-bye van Madonna. Ook maakt hij een remix van Headstar van Depeche Mode. Opvolger Wireless is experimenteler, al zijn de singles All Exhale en Body Freefall clubhits. Alan Sage blijf op de achtergrond een grote rol spelen in de productie. In 2001 verschijnt ook Fear and Loathing, zijn eerste mixcompilatie. Een zeer bijzonder uitstapje doet hij op Alright on Top. Hij verklaart even klaar te zijn met harde en repititieve techno en heeft een album gemaakt met dance-songs. Als zanger heeft hij Ricky Barrow erbij betrokken, die eerder zong voor de groep The Aloof. Het bevalt Slater echter maar weinig om tegen de mainstream aan te schurken. Zodoende krijgen de artiestenalbums onder zijn eigen naam geen vervolg.

## Terug naar het partycircuit
Hij plaatst zich als producer in de jaren na Alright on Top weer een tijd naar de achtergrond en richt zich weer meer op clubs en feesten. Wel maakt hij nog een tweede Fear and Loathing verzamelaar en mixt hij een deel van de Fabric-reeks. In 2009 begint hij weer intensiever te produceren, al richt hij zich daarmee niet meer op het grote publiek. Daarvoor blaast hij zijn project Planetary Assault Systems nieuw leven in. Op het Ostgut Ton-label verschijnen tussen 2009 en 2016 drie nieuwe albums. Ook revitaliseert hij in 2013 het project L.B. Dub Corp waarvan hij de album Unknown Origin (2013) verschijnt. Op het album zijn Benjamin Zephaniah en Function te gast. In 2016 verschijnt Side Effects. Met Function en Steve Bicknell vormt hij daarna het project LSD, dat de eerste letters van hun voornamen zijn. Dit trio maat drie ep's met de naam Process, die in 2017, 2019 en 2020 verschijnen. In 2019 wordt zijn single Love (Loved)  opnieuw uitgebracht met remixes van onder andere Burial.

## Discografie
- Morganistic - Fluids Amniotic (1994)
- The 7th Plain - The 4 Cornered Room (1994)
- The 7th Plain - My Yellow Wise Rug (1994)
- Planetary Assault Systems - Archives (1995)
- Planetary Assault Systems - The Electric Funk Machine (1997)
- Freek Funk (1997)
- 92-94 (1997)
- Planetary Assault Systems - The Drone Sector (1998)
- Wireless (1999)
- Planetary Assault Systems - Atomic Funkster (2001)
- Fear and Loathing (2001) (mixcompilatie)
- Alright on Top (2002)
- Planetary Assault Systems - Archives Two (2002)
- Fear and Loathing (2005) (mixcompilatie)
- Fabric 32 (2007)
- Planetary Assault Systems - Temporary Suspension (2009)
- Planetary Assault Systems - The Messenger (2011)
- L.B. Dub Corp - Unknown Origin(2013)
- L.B. Dub Corp - Side Effects(2016)
- Planetary Assault Systems - Arc Angel (2016)